# 白井愛
白井 愛（しらい あい、1934年2月5日 - 2005年2月20日）は、日本の作家、フランス文学者（浦野衣子）、翻訳家。

## 略歴
岸和田市生まれ。旧姓名・田島衣子。1956年医師・浦野元幸と結婚、浦野衣子となる。
1966年早稲田大学大学院仏文学専攻博士課程退学。1969年浦野と離婚し戸籍名は田島に戻るが、公的に浦野衣子を名のる。
1979年『あらゆる愚者は亜人間である』を白井愛名義で発表。その際の共同事業者・夫は彦坂諦で、最期まで彦坂と一緒であった。

## 著書
- 『あらゆる愚者は亜人間である』（罌粟書房、亜人間の文学1） 1979
- 『新すばらしい新世界 スピークス エセー・クリティク+フィクション・クリティク』（罌粟書房、亜人間の文学2） 1981.10
- 『キキ荒野に喚ばわる』（罌粟書房、亜人間の文学） 1985
- 『悪魔のセレナーデ』（罌粟書房、亜人間の文学） 1988
- 『悪魔のララバイ』（径書房） 1991
- 『鶴』（れんが書房新社） 1993
- 『狼の死』（れんが書房新社） 1996
- 『タジキスタン狂詩曲』（れんが書房新社） 2001
- 『人体実験 ガンとのたたかい、生のたたかい』（れんが書房新社） 2005

### 共編著
- 『サルトルとその時代 綜合著作年譜』（鈴木道彦, 海老坂武, 浦野衣子編著、人文書院） 1971

## 翻訳
- 『国境』（レジス・ドブレ、浦野衣子訳、晶文社、今日の文学） 1968
- 『地に呪われたる者』（フランツ・ファノン、鈴木道彦, 浦野衣子訳、みすず書房、フランツ・ファノン著作集） 1969
- 『トロイの木馬』（ポール・ニザン、浦野衣子訳、晶文社、ポール・ニザン著作集4） 1970